# Фернандес де Веласко-и-Мендоса, Бернардино
Бернарди́но Ферна́ндес де Вела́ско-и-Мендо́са (исп. Bernardino Fernández de Velasco y Mendoza; ок. 1454 — 9 февраля 1512, Бургос) — испанский дворянин, политик и военный, известный как «Великий констебль» за его подвиги и власть.
1-й герцог де Фриас, 3-й граф де Аро, 2-й констебль Кастилии, наместник и генерал-капитан Королевства Гранада.

## Биография
Родился около 1454 года. Представитель дома Веласко. Старший сын Педро Фернандеса де Веласко Манрике де Лара (1425—1492), 2-го графа де Аро и 1-го констебля Кастилии, главного камергера короля Энрике IV, и вице-короля и наместника Кастилии, и Менсии де Мендоса и Фигероа, дочери Иньиго Лопеса де Мендосы, 1-го маркиза де Сантильяна, 1-го графа графа де Реал-де-Мансанареса и сеньора де Ита и Буитраго, и Каталина Суарес де Фигероа.
Он был важным персонажем при дворе католических королей Изабеллы Кастильской и Фердинанда Арагонского, которым он служил в Гранадской войне, будучи назначенным после завоевания наместником и генерал-капитаном нового христианского королевства. Кроме того, за оказанные услуги католические монархи 20 марта 1492 года предоставили ему герцогство Фриас, как указано в грамоте, подписанном в этот день в Санта-Фе, Гранада.
После смерти католических монархов и восшествия на престол их дочери Хуаны I Кастильской Бернардино Фернандес де Веласко входил в состав триумвирата вместе с кардиналом Франсиско Хименесом де Сиснеросом и Педро Манрике де Лара и Сандовалем, 1-м герцогом де Нахера, который помогал управлять королеве с 1506 года.
Овдовев после смерти второй жены, герцог де Фриас подумал о том, чтобы вступить в новый брак с Эльвирой, дочерью и наследницей Гонсало Фернандеса де Кордовы, Великого Капитана. Тогда Жермена де Фуа (вторая жена Фердинанда Католика) раскритиковала его желание жениться на женщине, которая, в отличие от его первых жен, не имела королевской крови. На это герцог Фриас ответил, что он только подражает королю, который сделал то же самое, женившись на ней. Он скончался вскоре после этого в Бургосе, 9 февраля 1512 года, и традиция гласит, что он, возможно, был отравлен дамами королевы.
Он был похоронен, как и две его супруги, в монастыре Санта-Клара-де-Медина-де-Помар, где дом Фриас построил свой семейный пантеон.

## Браки и потомство
Бернардино Фернандес де Веласко-и-Мендоса заключил первый брак в 1472 году с Бланкой де Эррера и Ниньо де Португаль (1450 — 18 ноября 1499), вдовой Альфонсо Тельес-Хирона, 1-го графа де Уренья, 5-й сеньоре де Педраса, дочерью и наследницей Гарсиа Гонсалеса де Эррера, 4-го сеньора де Эррера, и Мария Ниньо де Португаль. Она принесла в приданое виллу и замок Педраса, Торремормохон, и виллу Талаван. Дети от первого брака:
- Педро Фернандес де Веласко и Эррера, который умер в детстве.
- Ана Фернандес де Веласко и Эррера (1496—1519), замужем за Алонсо Пиментелем и Пачеко (? — 1530), 5-м графом де Бенавенте.

Он вступил во второй брак с доньей Хуаной Арагонской (1471—1510), незаконнорожденной дочерью короля Арагона Фердинанда Католика. Дети от второго брака:
- Хулиана Анхела Фернандес де Веласко и Арагон (род. 16 марта 1509), 1-я графиня де Кастильно, супруг — её двоюродный брат Педро Фернандес де Веласко и Товар (1485—1559), сын Иньиго Фернандеса де Веласко и Мендосы, брата Бернардино и его преемника.

Кроме того, у него было несколько внебрачных детей. От Инес Энрикес де Сегредо родился сын Педро де Веласко, сеньор де Кускуррита и Силанес, скончавшийся на борту галеры от чумы. Другими сыновьями герцога Фриаса были Педро, который скончался молодым, Бернардино, Мария, Хуана, другой Бернардино, Изабель и Бернардина, все они были внебрачными, поскольку испанский историк Эстебан де Гарибай утверждал, что в случае смерти Бернардино без законных детей мужского пола его титулы и поместья были унаследованы его братом Иньиго Фернандесом де Веласко.

## Наследование
После смерти Бернардино, не оставившего мужского потомства, герцогство Фриас было унаследовано его братом Иньиго. Сеньория де Педраса — с момента смерти его жены Бланки Эрреры отошла к Бернардино, а после смерти последнего сеньория также перешла в руки его брата Иньиго (1462—1528). Его старшая дочь, Ана Фернандес де Веласко и Эррера, вышла замуж за Алонсо Пиментеля и Пачеко, 5-го графа де Бенавенте, который в 1512 году спорил с Иньиго из-за прав своей жены на отцовское наследство, но безуспешно.
Хулиане Анхелике было четыре года, когда её отец скончался, и она унаследовала огромное имущество, приобретенное от связей с банкирами и морскими агентами в Сан-Висенте-де-ла-Баркера, Ларедо и Сан-Себастьяне, и от ренты морской десятины.
В своем завещании, Бернардино Фернандес де Веласко-и-Мендоса включил некоторые статьи, согласно которым, в случае его смерти без мужских наследников, должны были вступить в наследование его внебрачные сыновья с целью защиты их от своего младшего брата, Иньиго Фернандеса де Веласко, который был женат на Марии де Товар, сеньоре де Берланга-де-Дуэро.